# Lilian Prent

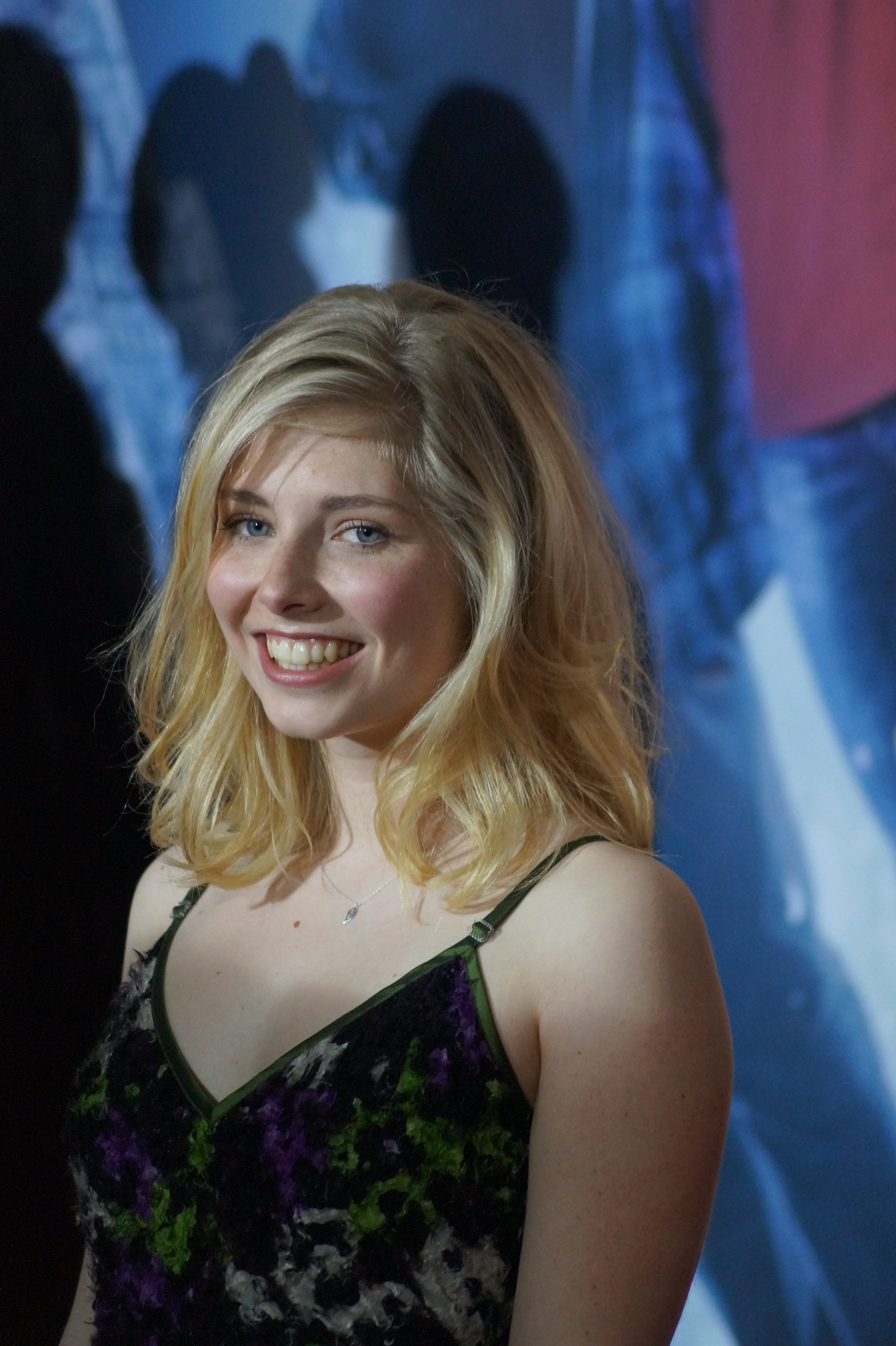
Lilian Prent 2015 bei der Premiere von Mara und der Feuerbringer

Lilian Prent (* 10. April 1996 in München) ist eine deutsche Schauspielerin.

## Karriere
Die gebürtige Münchnerin wuchs in Perlesreut im Bayerischen Wald auf. Sie machte das Abitur am Gymnasium Freyung. Das Interesse an der Schauspielerei wurde bei der damals 12-jährigen Gymnasiastin beim Mitwirken im Schultheater geweckt.
2012 spielte sie ihre erste Hauptrolle, die 14-jährige an Leukämie erkrankte Lilli in dem ZDF-Filmdrama Jeder Tag zählt. In Mara und der Feuerbringer, der Verfilmung des gleichnamigen Fantasyromans von Tommy Krappweis, die 2015 in die Kinos kam, spielte sie neben Jan Josef Liefers und Christoph Maria Herbst die Titelrolle. Seitdem war sie in mehreren Episodenhauptrollen in Fernsehserien wie SOKO 5113 und Die Bergretter zu sehen und an der Seite von Michael Kessler in der vierteiligen ZDF-Dokuserie Das Jahrhunderthaus. 2020 schloss sie ihr Schauspielstudium an der Akademie für darstellende Kunst Bayern ab. Ein Erstengagement führte sie ans Junge Staatstheater Karlsruhe. Seit 2021 arbeitet Lilian Prent im Ensemble des Landestheater Coburg.

## Filmografie
- 2012: Nicht ganz so nah (Kurzfilm)
- 2012: Jeder Tag zählt (Fernsehfilm)
- 2014–2020: Aktenzeichen XY … ungelöst (Fernsehserie)
- 2015: Mara und der Feuerbringer
- 2015, 2020: SOKO München (Fernsehserie, Folgen 41x05, 46×05 Black Monk, Auf der Walz)
- 2015: Die Bergretter (Fernsehserie, Folge 7x05 Losgetreten)
- 2015: Um Himmels Willen (Fernsehserie, Folge 15x04 Mutter vermisst)
- 2015–2017: Das Jahrhunderthaus (Dokuserie, 4 Folgen in der Reihe ZDFzeit)
- 2017: Nackt. Das Netz vergisst nie. (Fernsehfilm)
- 2017: 5vor12 (Fernsehserie, 5 Folgen)
- 2019: Dahoam is Dahoam (Fernsehserie)
- 2019: Singles’ Diaries (Fernsehserie)
- 2021: Inga Lindström: Der schönste Ort der Welt